# Комисия за противодействие на корупцията и за отнемане на незаконно придобитото имущество
Комисията за противодействие на корупцията и за отнемане на незаконно придобитото имущество (КПКОНПИ) е държавен орган в България. Бюджетът ѝ за 2022 година е 24,7 милиона лева.
Създадена е през 2018 година със сливането на дотогавашните Комисия за отнемане на незаконно придобито имущество (КОНПИ), Комисия за установяване на имущество, придобито от престъпна дейност, Комисия за предотвратяване и установяване на конфликт на интереси и Център за превенция и противодействие на корупцията и организираната престъпност. Към новосъздадената организация са прехвърлени и свързани подразделения на Сметната палата и Държавна агенция „Национална сигурност“.
Първоначално Комисията е оглавена от дотогавашния председател на КОНПИ Пламен Георгиев, който напуска поста на 31 юли 2019 година след обвинения, че самият той не е изпълнил законовите изисквания за обявяване на имущество на висши държавни служители, които комисията трябва да контролира. На 20 декември 2019 година за председател на Комисията е избран бившият главен прокурор Сотир Цацаров. Подложен на критики от новото правителство на Кирил Петков, той също напуска поста на 1 март 2022 година. Към януари 2023 година нов председател не е избран.
На 21 септември 2023 г. 49-ото Народно събрание приема нов антикорупционен закон, с който КПКОНПИ се разделя на две - Комисия за отнемане на незаконно придобитото имущество и Комисия за противодействие на корупцията. 
Законът предвижда новата Комисия за противодействие на корупцията да разследва лица, заемащи високи публични длъжности, за корупционни престъпления и конфликт на интереси. Тя е тричленна с шестгодишен мандат, като всеки от членовете да я председателства за по две години. Редът на ротацията ще се определя чрез жребий. Всеки, който разполага с данни за корупция или за конфликт на интереси за лице, което заема публична длъжност, може да подаде сигнал до Комисията за противодействие на корупцията - лично или чрез адвокат. При изпълнение на служебните си задължения органите на Комисията ще може да използват физическа сила и помощни средства само когато това е абсолютно необходимо при условията и по реда на закона за МВР.